# یادریخا
یادریخا (به لاتین: Yadrikha) یک منطقهٔ مسکونی در روسیه است که در استان آرخانگلسک واقع شده‌است.